# Francesco Specchia (giornalista)
Francesco Specchia (Firenze, 28 maggio 1968) è un giornalista e scrittore italiano.

## Biografia
Trasferitosi giovanissimo a Verona, dopo aver lì conseguito la maturità classica al liceo Scipione Maffei si laurea in legge, specializzandosi in comunicazioni di massa e antropologia criminale.
Inizia la sua attività lavorativa come assistente della cattedra di diritto dell'esecuzione civile nell'Istituto di diritto processuale civile all'Università di Parma.
Nel 1988 comincia la sua attività giornalistica, iniziando come autore satirico, collaborando prima al settimanale Verona Fedele, e successivamente con i mensili L’Eco della Carogna diretto da Angese e Boxer di Vincino. Poi passa a L'Arena, diretta da Albino Longhi.
Nel 1995 lavora invece a La Voce di Indro Montanelli e presso la redazione culturale de il Giornale. Scrive di cultura, politica, economia e mass media. 
È tra i fondatori e i capiredattori del quotidiano Libero in cui ha svolto il ruolo, tra gli altri, di capo delle pagine culturali e inviato-editorialista. Ha inoltre collaborato con Rai Radio Tre sia a Prima pagina sia conducendo e scrivendo Strane storie, programma di ritratti di personaggi irregolari (da Eva Mameli Calvino a Luciano Bianciardi, da Hedy Lamarr a Jim Thompson). Tra le varie collaborazioni con Radio Monte Carlo spicca il programma economico da lui diretto Caro Monti ti scrivo; mentre su R101, ha tenuto la rubrica Gli incredibili, galleria di racconti di “Italiani sopra la media”.
Nell’ambito delle critica televisiva, sulla scia del maestro Sergio Saviane, all'nterno del TGcom ha firmato per più di un decennio il Telebestiario e su Libero, per un ventennio, Complimenti per la trasmissione da cui l’omonimo libro edito Baldini+Castoldi con la prefazione di Vincenzo Mollica. È stato più volte ospite, per le specifiche competenze, del programma Tv Talk su Rai3.
In televisione ha ideato e condotto su Reteconomy i talk-show I Tartassati - Storie di fisco e dintorni e su Telelombardia, Iceberg ed Alias con Franco Debenedetti, mentre su Antenna 3 Monoscoppio - La tivvù sotto tiro e Versus, primo esperimento di social-tv.
Dal 2018 al 2020 è stato fondatore e direttore di Pop Economy, “il luna park dell'economia”, la prima piattaforma di economia dedicata ai millennials già presente sul web e canale 224 del Dtt.
Dal dicembre 2024 ricopre l’incarico di Portavoce e Capo ufficio Stampa e comunicazione del Ministro della Giustizia Carlo Nordio.

## Opere
- Il vampiro al mercato, a cura di Giorgio Galli e Leopoldina Fortunati, Franco Angeli, 1997
- Diario inedito del Grande fratello. Con tutto ciò che non si è visto in Tv, prefazione di Vittorio Feltri, Gremese, 2001
- Gli inaffondabili. Un manipolo d'eroi d'inizio millennio, prefazione di Sandro Parenzo, Marsilio, 2005
- Terrorismo. L'altra storia, con Raffaello Canteri. prefazione di Vittorio Feltri, Aliberti, 2007
- Giulio Andreotti-Parola di Giulio. Guida ragionata all'andreottismo, Aliberti, 2008
- Complimenti per la trasmissione- Un impavido telebestiario della tv italiana. Baldini+Castoldi, 2024[6]